# Манукян, Акоп Балабекович
Ако́п Балабе́кович Манукя́н (арм. Հակոբ Մանուկյան; 16 августа 1916 — 15 декабря 1981) — участник Великой Отечественной войны, Герой Советского Союза.

## Биография
Акоп Балабекович родился в семье армянского крестьянина. С 1933 года, после получения образования в школе ФЗУ при «Армхлеботресте», работал на хлебозаводе в Ереване, куда переехала вся семья.
В 1935 году был призван в ряды Красной Армии, службу проходил на Дальнем Востоке. Прошёл обучение в Качинской военной авиационной школе пилотов, которую окончил в 1937 году. Во время срочной службы принимал участие в боевых действиях у озера Хасан в 1938 году.
На фронтах Великой Отечественной войны с апреля 1943 года. Служил в звании капитана на должности помощника командира 402-го истребительного авиационного полка по воздушно-стрелковой службе (265-я истребительная авиационная дивизия, 3-й истребительный авиационный корпус, 16-я воздушная армия, 1-й Белорусский фронт). К февралю 1945 года совершил 207 боевых вылетов, в 55 воздушных боях сбил 22 самолёта противника.
Принимал участие в освобождении Донбасса, в боях над Сивашским плацдармом, в освобождении Крыма, Белоруссии, Литвы, в воздушных боях над Магнушевским плацдармом на Висле, в Висло-Одерской операции, в боях над Кюстринским плацдармом на Одере, в Берлинской операции и в других сражениях.
Всего за время военных действий совершил 250 боевых вылетов, принял участие в 60 воздушных боях, сбил 26 самолётов противника (все победы одержаны лично). В ходе штурмовых атак на земле уничтожил 13 самолётов, 17 автомашин, паровоз, 15 повозок и около 100 фашистских солдат и офицеров.
Указом Президиума Верховного Совета СССР от 15 мая 1946 года за образцовое выполнение боевых заданий командования на фронте борьбы с немецко-фашистскими захватчиками и проявленные при этом мужество и героизм капитану Манукяну Акопу Балабековичу присвоено звание Героя Советского Союза с вручением ордена Ленина и медали «Золотая Звезда» (№ 7017).
По окончании войны Манукян в звании майора продолжил службу в ВВС, командовал эскадрильей в Группе советских оккупационных войск в Германии. В 1949 году был уволен в запас. После завершения воинской службы проживал в Ереване, затем переехал в Харьков.
Акоп Балабекович Манукян умер 15 декабря 1981 года в Харькове. Похоронен на городском кладбище № 2.

## Награды
- Медаль «Золотая Звезда» Героя Советского Союза (№ 7017);
- орден Ленина (15.05.1946);
- три ордена Красного Знамени (22.04.1943; 24.12.1943; 27.03.1944);
- орден Александра Невского (29.06.1945);
- орден Отечественной войны 1-й степени (02.06.1943);
- медаль «За боевые заслуги» (06.11.1945);
- медали.